# Agrupación de Universidades Regionales de Chile
La Agrupación de Universidades Regionales de Chile (AUR) es una entidad de derecho público, que reúne a todas las universidades chilenas pertenecientes al Consejo de Rectores de las Universidades Chilenas cuya Casa Central no se encuentre en su capital, Santiago. Creada a partir del 4 de enero de 1996, dio reemplazo a la Coordinación de Iniciativa de Universidades Regionales, asumiendo sus funciones de coordinación entre los Consejos del Norte, Región de Valparaíso, y Sur.
La agrupación la componen 22 universidades. 

## Integrantes
Las universidades integrantes de la agrupación y por lo tanto la agrupación en sí misma, pertenecen al Consejo de Rectores de las Universidades Chilenas (CRUCH), cuyas casas centrales se encuentran fuera de la Región Metropolitana de Santiago a lo largo de todo el país.

### Listado
Las 22 universidades asociadas son:
- Universidad Arturo Prat
- Universidad Austral de Chile
- Universidad Católica de Temuco
- Pontificia Universidad Católica de Valparaíso
- Universidad Católica de la Santísima Concepción
- Universidad Católica del Maule
- Universidad Católica del Norte
- Universidad de Aysén
- Universidad de Antofagasta
- Universidad de Atacama
- Universidad del Bío-Bío
- Universidad de Concepción
- Universidad de La Frontera
- Universidad de La Serena
- Universidad de Los Lagos
- Universidad de Magallanes
- Universidad de O'Higgins
- Universidad de Playa Ancha
- Universidad de Talca
- Universidad de Tarapacá
- Universidad de Valparaíso
- Universidad Técnica Federico Santa María

## Directiva
La mesa directiva de la Organización se encuentra integrada de la siguiente manera:
| Cargo          | Nombre                    | Universidad                                     | Cargo en la Universidad |
| -------------- | ------------------------- | ----------------------------------------------- | ----------------------- |
| Presidente     | Patricio Sanhueza Vivanco | Universidad de Playa Ancha                      | Rector                  |
| Vicepresidente | Natacha Pino Acuña        | Universidad Aysén                               | Rectora                 |
| Vicepresidente | Diego Durán Jara          | Universidad Católica Maule                      | Rector                  |
| Vicepresidente | Christian Schmitz         | Universidad Católica de la Santísima Concepción | Rector                  |
| Vicepresidente | Celso Arias               | Universidad de Atacama                          | Rector                  |